# Экстро
«Экстро» (англ. Xtro) — британский низкобюджетный фантастический фильм с элементами фильма ужасов и артхауса режиссёра Гарри Бромли Дэвенпорта. Премьера фильма состоялась в декабре 1982 года. Впоследствии было снято две части продолжения фильма. В настоящее время он имеет рейтинг одобрения на Rotten Tomatoes 33 % со средней оценкой 4 из 10 на основе 9 отзывов. Хоть критики восприняли фильм в основном отрицательно, с момента выхода он приобрел культовый статус.

## Сюжет
Пролог. Ярким днем, Сэм Филлипс играет со своим сыном Тони во дворе, но, внезапно, небо темнеет, и затем некий яркий свет забирает Сэма, свидетелем этого становится его сын. Даже спустя три года это событие не оставляет Тони, мальчику часто снятся кошмары и развивается психологическая травма. Его мать Рэйчел, думая, что Сэм просто бросил их и сбежал, заводит отношения с другим мужчиной Джо.
Однажды ночью, НЛО возвращается на Землю и оставляет в лесу странное существо, передвигающиеся на четырёх деформированных конечностях. Оно убивает проезжающую мимо молодую пару, а после проникает в ближайший коттедж и там нападает на женщину, насилуя её. Спустя время существо сгнивает и погибает, а женщина, умирая в мучениях, рожает взрослого мужчину, им оказывается давно исчезнувший Сэм. Забрав одежду у трупа мужчины, он на следующий день возвращается домой. На вопросы где он был все эти годы, Сэм отвечает, что не помнит. Джо не доверяет ему, считая, что он просто обманывает. Наедине с Тони, Сэм рассказывает ему, что пришел забрать его с собой на другую планету, а после разговора Сэм заражает Тони инопланетной заразой. У мальчика появляются сверх способности, он силой мысли может материализовать предметы и оживляет свои игрушки.
Домашняя змея Филлипсов Гарри случайно проникает в квартиру их соседки миссис Гудман, та в страхе убивает её. Узнав об этом, Тони затаил обиду на пожилую женщину и превращает своего игрушечного солдатика в настоящего. Тот, проникнув в спальню миссис Гудман, убивает её штык-ножом. На утро, занимаясь стиркой Рэйчел и няня Тони Ана-Лиза находят в одежде Сэма бумажник с фотографией неизвестной женщины, которую он убил, будучи монстром. Сэм не помнит, откуда у него этот бумажник и вместе с Рэйчел решает поехать в коттедж, где они раньше жили, и где его похитили инопланетяне. Тем временем Ана-Лиза, оставшись сидеть с Тони, приглашает своего любовника Майкла, но мальчик настойчиво просит её поиграть с ним в прятки. Во время игры на Ану-Лиз нападает клоун, созданный Тони. После этого мальчик делает из её тела инкубатор для яиц инопланетных существ. Одновременно с этим на Майкла нападает материализованная пантера. Рэйчел безуспешно пытается дозваниваться до Аны-Лиз, после звонит консьержу и просит его проведать Тони, но его убивает вышеупомянутый клоун.
Вскоре Джо узнает из газет в статье про убийство, женщину из фотографии и решает предупредить Рэйчел, но внезапно встречает Тони и везет его с собой в злосчастный коттедж. Сэм, во время занятия сексом с Рэйчел, начинает разлагаться и сбегает. К этому моменту приезжает Джо, пока он идет в коттедж, Тони выходит из машины и в лесу воссоединяется с отцом. Рэйчел и Джо идут на поиски обоих, но разложившийся Сэм криком убивает Джо. Добежав до этого места, Рэйчел видит, как НЛО забирает переродившихся в инопланетную форму Сэма и Тони, а после улетает.
Эпилог. Рэйчел возвращается в свою квартиру, где находит в холодильнике пульсирующие яйца; она берет одно в руки, и внезапно из него вылупляется существо и «присасывается» к ней.

## В ролях
- Филип Сайер — Сэм Филлипс
- Саймон Нэш — Тони Филлипс
- Мэриам Д’Або — Ана-Лиза Мерсье, няня мальчика
- Дэнни Брайнин — Джо Дэниэлс
- Бернис Стиджерс — Рэйчел Филлипс
- Питер Манделл — клоун
- Дэвид Карди — Майкл
- Анна Винг — миссис Гудман
- Сьюзи Сильви — женщина в коттедже

## Критика
Роджер Эберт раскритиковал фильм, присудив ему 1 из 4 звезд, назвав фильм «уродливым» и «отчаянным» и далее прокомментировав: «Большинство фильмов об эксплуатации плохие, но их не обязательно больно смотреть. Они могут быть некомпетентными, могут быть предсказуемыми, могут быть плохо сыграны или неуклюже сняты, но на каком-то уровне создатели фильма получают удовольствие и, по крайней мере, пытаются развлечь публику. „Экстро“ — исключение, совершенно депрессивный, нигилистический фильм, упражнение в грусти. Из-за таких фильмов, появляется дурная слава».